# Ювенальна юстиція у Швеції
Ювенальна юстиція в Швеції — (лат. Juvenālis «юнацький»; лат. Jūstitia «правосуддя») — шведська система законів, установ та організацій, що здійснюють правосуддя у справах неповнолітніх.
На пострадянському просторі часто трапляється підміна понять, коли ювенальну юстицію сприймають винятково як захист дітей від батьківських зловживань. Однак у юридичній практиці, в тому числі і в Україні, під ювенальною юстицією насамперед розуміють судову систему, що розглядає справи неповнолітніх правопорушників, і лише потім — здійснює захист прав дитини.
У Швеції немає окремих ювенальних судів. Злочини молоді з 15 до 18 років розглядають звичайні суди за тією ж процедурою, що і для дорослих, але з м'якшими вироками.

## Історія
З початку XVII століття Швеція вперше звертає увагу на проблеми вбогих дітей. 1619 року шведський уряд видав постанову про створення в кожному місті дитячих будинків для безпритульних дітей. 1624 року засновано Загальний або Великий дитячий будинок у Стокгольмі. У 1650-ті роки шведи почали відкривати школи для дітей із малозабезпечених сімей. 1763-го року видано королівський указ про лікарні і дитячі будинки, що підкреслював важливість виховання дитини матір'ю (рідною або названою). На ранньому етапі дитячі будинки перебували в загальній системі опіки над злидарями. На початку XX століття в Швеції ухвалено перший закон про захист дітей (barnavårdslag). Він підвищував вік карної відповідальності з 14 до 15 років, а також дозволяв замінити вирок для неповнолітнього злочинця (15-18 років) примусовим вихованням у спеціальній установі.
Закон про захист дітей (1924:361) від 1924 року замінив законодавство, ухвалене 1902 року. Відтоді обов'язкову опіку поширено і на дітей, що зазнавали насильства вдома. Муніципальні соціальні служби стали зобов'язані, дотримуючись визначеної процедури, втручатися в справи сімей, де траплялися випадки насильства над дітьми. В законі від 1960 року (1960:97) особливий акцент зроблено на превентивній роботі соціальних служб з неповнолітніми.
У Швеції фізичне покарання дітей у школах та дитячих закладах заборонили 1962-го року. У 1979 році Швеція стала першою країною в світі, що повністю заборонила будь-яке фізичне покарання дітей будь-де, в тім числі і в її родині.
1982-го року набув чинності закон «Про соціальну службу» (Socialtjänstlag), що орієнтує соціальних працівників на допомогу і надання послуг за принципом добровільності.
У 1989 році Швеція однією з перших підписала Конвенцію ООН про права дитини, а уряд країни створив спеціальний інститут омбудсмена із захисту прав дітей. Першого омбудсмена у справах дітей призначено 1 липня 1993 року.

## Чинна нормативно-правова база
Натепер питання захисту дітей регулює закон «Про соціальну службу» (https://www.riksdagen.se/sv/dokument-lagar/dokument/svensk-forfattningssamling/socialtjanstlag-2001453_sfs-2001-453) (Socialtjänstlag 2001:453, SoL). Це рамковий закон, де соціальний захист дітей розглядають серед решти послуг, що їх надає муніципальна соціальна служба, як-от як допомога літнім, неповносправним, лікування алко- і наркозалежності.
Закон «Про примусову опіку над підлітками» (Lag (1990:52) med särskilda bestämmelser om vård av unga (LVU) регулює процедуру застосування примусової опіки до двох різних категорій неповнолітніх. По-перше, це ті, хто наражає себе на небезпеку через власну залежність або асоціальну поведінку. По-друге, це діти і підлітки, які зазнають фізичного або психологічного насильства.
Опіку над дітьми, що її потребують, розглядають як соціальну допомогу. При цьому дослідники відзначають важливість родини в шведському законодавстві: метою опіки є створення умов, коли дитина за першої ж нагоди зможе повернутися до рідної сім'ї.
Окремі аспекти у справах неповнолітніх правопорушників регулює Кримінальний кодекс.

## Неповнолітні правопорушники в Швеції
У Швеції до кримінальної відповідальності притягують підлітків, що досягли 15-річного віку (BrB 1:6). Це відносно високий вік кримінальної відповідальності порівняно з рештою європейських держав, де він варіюється від 7 до 18 років..
Швеція не має окремих ювенальних судів. Злочини молоді від 15 до 18 років розглядають звичайні суди за тією ж процедурою, що й для дорослих, виносячи, однак, м'якші вироки в таких справах. Якщо малолітнього правопорушника визнають за винного, залежно від тяжкості злочину йому загрожує штраф (BrB 25), умовний вирок (BrB 27), випробувальний вирок (BrB 28), скерування до соціально-реабілітаційного центру (BrB 31:1a) або ж ув'язнення (BrB 26).
Осіб до 18 років можуть засудити до позбавлення волі лише за виняткових обставин. Водночас термін ув'язнення буде значно менше, ніж для дорослого за аналогічний злочин (BrB 29:7; BrB 30:5). Приміром, якщо найвищою мірою покарання в Швеції є довічне ув'язнення, то для осіб, які не досягли 21-річного віку, максимальний вирок то 10 років в'язниці (BrB 29:7; BrB 30:5).
Однак у цілому шведська модель передбачає, що правопорушники віком 15-17 років перебуватимуть під опікою муніципальної соціальної служби. Її діяльність у цьому питанні визначають закони «Про соціальну службу» та «Про примусову опіку над підлітками».
Наприклад, соціально-реабілітаційні центри (Ungdomshem), що почали діяти 1999-го року, розраховані на молодь 15-17 років. У них підлітки не так відбувають покарання, як радше отримують кваліфіковану допомогу. Мінімальний термін перебування в таких установах — 14 днів, максимальний — чотири роки.
У 2007 році запроваджено ще один вид покарання для 15-17 літніх правопорушників — громадські роботи. Згідно зі звітом Державної ради з запобігання злочинності (Brottsförebyggande rådet), шведських неповнолітніх правопорушників дедалі частіше засуджують до громадських робіт, аніж до штрафів чи перебування в соціально-реабілітаційних центрах.

## Захист прав дітей

### Обов'язки муніципальних соціальних служб
Закон «Про соціальну службу» визначає, що всі рішення, які стосуються дитини, мають ухвалюватися суто в інтересах самої дитини. Під дітьми закон розуміє осіб, що не досягли 18 років. (SoL, Кар.1 2§)
Відповідно до закону, державна соціальна служба зобов'язана працювати над забезпеченням нормальних умов для дітей та молоді; у тісній співпраці з сім'ями сприяти їхньому особистому фізичному та соціальному розвитку; активно протидіяти алко-, нарко-, допінговій та ігровій залежності серед молоді.
Також соцслужби повинні стежити, щоб неповнолітні не перебували в небезпечному середовищі. Соціальні працівники мусять тісно співпрацювати з батьками для забезпечення всього належного захисту й підтримки дітей та молоді з груп ризику. В інтересах дитини вони можуть надавати опіку та виховання поза домівкою (SoL Кар.5 1§).

### Взяття під опіку
Закон зобов'язує працівників у закладах, які працюють із дітьми, негайно повідомляти соціальній службі, коли вони дізнаються чи підозрюють, що неповнолітній зазнає насильства (SoL Кар.14).
Отримавши такий сигнал, соціальна служба повинна одразу ж оцінити, чи не потребує дитина  невідкладного захисту. Після цього служба має 14 днів, щоб ухвалити рішення про початок розслідування (SoL Кар.11 1 a §). За винятком особливих випадків, воно має бути завершене протягом чотирьох місяців. Згідно із законом, розслідування треба проводити без зайвих незручностей і, в разі потреби, зі залученням експертів. Зацікавлених осіб слід проінформувати, що розпочато розслідування (SoL Кар.11 2 §).
Якщо виявляється, що неповнолітній потребує опіки поза домівкою, треба розробити план надання такої опіки (SoL 3 §). Із 2013 року соціальні працівники зобов'язані враховувати думку самої дитини (настільки, наскільки та здатна її висловити). Якщо тільки дитині не загрожує пряма небезпека, будь-які рішення ухвалюється за погодженням із батьками і з урахуванням інтересів усіх сторін.
Рішення взяти неповнолітнього під опіку можуть ухвалити, якщо:
- він зазнає фізичного чи психологічного насильства, неправомірної експлуатації (наприклад, сексуальної експлуатації чи непомірної фізичної праці[18], якщо дитина занехаяна або умови в сім'ї загрожують її здоров'ю і розвитку (LVU 2 §);

- неповнолітній сам наражає на небезпеку своє здоров'я і розвиток через нарко-, алко- та інші залежності, асоціальну поведінку чи кримінальні діяння (LVU 3 §).

Рішення про взяття під опіку ухвалює адміністративний суд першої інстанції (förvaltningsrätten) на підставі звернення муніципальної соціальної служби (LVU 4 §). На суд запрошують усі причетні сторони. Справу розглядають суддя і троє членів судової колегії — пересічні шведи, зазвичай поважні у своїй громаді люди. Питання про примусову опіку слухають у закритому режимі без допуску громадськості, але при зацікавлених сторонах.
Соціальна служба може самостійно, не чекаючи суду, ухвалити рішення про невідкладне взяття під опіку особи до 20-ти років, коли та потребує спеціального піклування або коли є пряма загроза для розслідування чи для здоров'я і розвитку неповнолітнього (LVU 6 §). В такому разі соцслужба повинна протягом тижня передати це рішення до адміністративного суду на перегляд та затвердження. Якщо вона цього не зробить, рішення про невідкладне взяття під опіку скасовується (LVU 7 §).
Рішення соціальної служби можна оскаржити в адміністративному суді (LVU 41 §). На його рішення також можна подати апеляцію до адміністративного суду другої інстанції (kammarrätten).  
Якщо в результаті дитину беруть під опіку, соцслужба першочергово повинна розглянути варіант проживання дитини у її родичів, керуючись при цьому інтересами неповнолітнього. Нове місце проживання дитини має відповідати її потребам (SoL, Кар.6). Кінцева мета опіки — якомога швидше повернути дитину в рідну сім'ю, до біологічних батьків.
З патронажною сім'єю або установою, що приймає дитину, соціальна служба укладає угоду. У ній перелічено обов'язки нової домівки із захисту та підтримки дитини. Служба також забезпечує спеціальну підготовку і супровід людей, які надають ці послуги. За розміщеною поза домом дитиною закріплюється співробітника соціальної служби, який підтримує контакт із неповнолітнім (SoL, Кар.6).
Соцслужба ретельно відстежує якість опіки, що надається дитині, її регулярно провідують, спілкуються з нею і з новими опікунами (SoL, Кар.6). Служба також відповідає за задоволення потреб неповнолітнього в спілкуванні з батьками та опікунами. Вона ухвалює рішення про можливість такого спілкування і про те, чи буде відоме батькам і опікунам нове місце проживання дитини (LVU 14 §).
Що півроку соціальна служба зобов'язана переглядати своє рішення про опіку, щоб визначити, чи дитина надалі її потребує (SoL, Кар.6).
Особлива роль у роботі соцслужби належить громадськості. Рішення ухвалює колегія авторитетних громадян за рекомендацією соціальних працівників; такі ж впливові у своїй громаді жителі входять до складу суду першої інстанції.

## Застосування
У 2014 році під добровільною опікою за підтримки соцслужб (SoL) перебували 22 333, а під примусовою опікою відповідно до закону LVU — 6 983 неповнолітніх.
Станом на 1 листопада 2016 року в Швеції під цілодобовою опікою перебували 21 642 дітей. Із них 15 817 перебували під добровільною опікою за підтримки соцслужб (SoL), 5 234 під примусовою опікою відповідно до закону LVU і 591 — під невідкладною опікою (LVU). Причини перебування під примусовою опікою розподіляються так: 79,6 % — проблеми вдома, 16,7 % — погана поведінка неповнолітніх, 3,6 % — і те й інше. Дослідження свідчать, що в практиці соцпрацівників для примусової і особливо для невідкладної опіки необхідна наявність у родині не однієї, а цілого букета проблем, зазвичай підкріплена прямими доказами насильства та небажанням батьків змінити власну поведінку і краще піклуватися про дитину.
У сучасній Швеції сироти та неблагополучні діти зазвичай потрапляють до патронажної сім'ї (60,9 % взятих під опіку за законом SoL і 71,5 % взятих під примусову опіку за законом LVU), а також до будинку для опіки чи проживання (HVB-hem, hem för vård eller boende) — 32,9 % і 13,2 % щодо кожного закону відповідно. HVB-hem може надавати догляд, лікування, підтримку або освіту. Вони мають різну спеціалізацію: наприклад, допомога в подоланні залежностей або розміщення прибулих без супроводу дітей-біженців.
У групі ризику — діти з непутящих родин, де батьки не працюють і живуть на допомогу. Часто-густо це сім'ї мігрантів або біженців з країн Близького Сходу і Африки, адже, згідно з дослідженням, їхнє фінансове становище не вирізняється стабільністю і саме це є головним фактором ризику. Від середини 2000-х рр. зростає кількість дітей-біженців без супроводу, яким соціальні служби також надають опіку.

### Порівняння з іншими країнами
Дослідники відзначають, що статистика опіки над дітьми в Швеції перебуває на одному рівні з рештою європейських країн: органи опіки вилучають більше дітей, ніж в Англії та Ірландії, але менше, ніж у Фінляндії і Норвегії.
Ситуацію зі взяттям під опіку дітей у Швеції складно порівнювати з іншими системами через особливості ведення статистики в різних державах. У Швеції заведено фіксувати кожен випадок взяття під опіку неповнолітнього. Тобто, якщо дитину забирали з родини декілька разів упродовж року, кожен із цих випадків враховується окремо. До того ж, Головне управління охорони здоров'я та соціального забезпечення (Socialstyrelsen) включає в загальну статистику і кількість неповнолітніх, узятих під опіку через домашнє насильство, і тих, кого взяли під опіку через асоціальну поведінку, карні діяння та згубні залежності. У деяких країнах ці випадки фіксують окремо.
Та однак, із урахуванням цих особливостей, шведську статистику за 2016 рік можна порівняти з даними в інших країнах, включно з Україною. Приміром, за цілий рік у Швеції під опікою перебували 29 473 дитини, що за сукупного числа неповнолітніх у країні 2 291 000 складає 1,28 %.
В Україні станом на січень 2017 року майже 106 тис. дітей, або 1,5 % усього дитячого населення країни, жило і виховувалося в інтернатах.
У Російській Федерації в 2016 році з родин вилучено 300 тисяч неповнолітніх при сукупній кількості неповнолітніх 29 573 971 чоловік (станом на 1 січня 2017 року), що становить 1,01 % усієї вікової групи.
У Польщі при загальній кількості дітей до 18 років 6 902 000 чоловік під опікою в 2016—2017 рр. перебувала 73 261 дитина (55 761 — у сімейних дитячих будинках та 17 500 в державних установах) — близько 1,06 % від загального числа неповнолітніх.
В Німеччині станом на 31 грудня 2015 року з 12 908 000 дітей у закладах опіки перебувало 78 589, або 0,6 %.
2016-го року в Великій Британії під опікою перебувало 82 830 дітей, що складає 0,54 % від їхньої загальної кількості (15 455 800).
У Франції 145 640 дітей виховувалося поза домівкою станом на 31 грудня 2014 року — 0,93 % від сукупної кількості (15 597 848).

## Критика
Хоча Швеція послідовно працює над захистом прав дітей, її соціальні служби вже віддавна час від часу зазнають критики в ЗМІ. Наприклад, у серпні 1983 року в німецькому журналі «Der Spiegel» (ФРН) вийшла стаття Kindergulag im Sozialstaat Schweden («Дитячий ГУЛАГ у державі загального добробуту Швеція»), де автор повідомляв, що поліція й соціальні служби могли вилучати дітей без вагомих на те підстав. У відповідь на цей матеріал учений-соціолог Оке Ельмер (Åke Elmér) у провідній шведській газеті «Dagens Nyheter» порівняв кількість узятих під опіку дітей у Швеції і ФРН. У Німеччині у відсотковому співвідношенні таких дітей виявилося більше. [Архівовано 25 вересня 2018 у Wayback Machine.]
На пострадянському просторі у ЗМІ та блогах час від часу з'являються матеріали з розповідями про те, як шведські соцслужби безпідставно вилучають дітей у батьків зі Східної Європи.  З іншого боку, ЗМІ та блоги також публікують матеріали, що розповідають про специфіку роботи шведських соціальних служб з неповнолітніми. З них випливає, що соцслужби зобов'язані реагувати на сигнали про неблагополуччя дитини. Вони розглядають ситуацію відповідно до чітко прописаної процедури, у спілкуванні з дитиною, її батьками та оточенням. Вилучення неповнолітнього з родини — це крайній захід, до якого вдаються надзвичайно рідко і лише у виняткових випадках.